# Samvel Melk'onyan
Samvel Melk'onyan (in armeno Սամվել Մելքոնյան; Erevan, 15 marzo 1984) è un ex calciatore armeno, di ruolo centrocampista.

## Palmarès

### Club
- Coppa d'Armenia: 1

Banants: 2007
- Campionato armeno: 1

Alaškert: 2016-2017